# Hotse (meteoryt)
Hotse (inne nazwy: Heze, Hotsu, Shantung Hotse) – meteoryt kamienny należący do chondrytów oliwinowo-hiperstenowych L 6, którego spadek zaobserwowano w 1956 roku w chińskiej prowincji Szantung. Z miejsca spadku pozyskano 180 g materii meteorytowej.